# 戈勒格根杰
戈勒格根杰（Golokganj）是印度阿萨姆邦Dhubri县的一个城镇。总人口7612（2001年）。

## 人口
该地2001年总人口7612人，其中男性4122人，女性3490人；0—6岁人口983人，其中男492人，女491人；识字率62.66%，其中男性为68.95%，女性为55.24%。